# Rietpolder

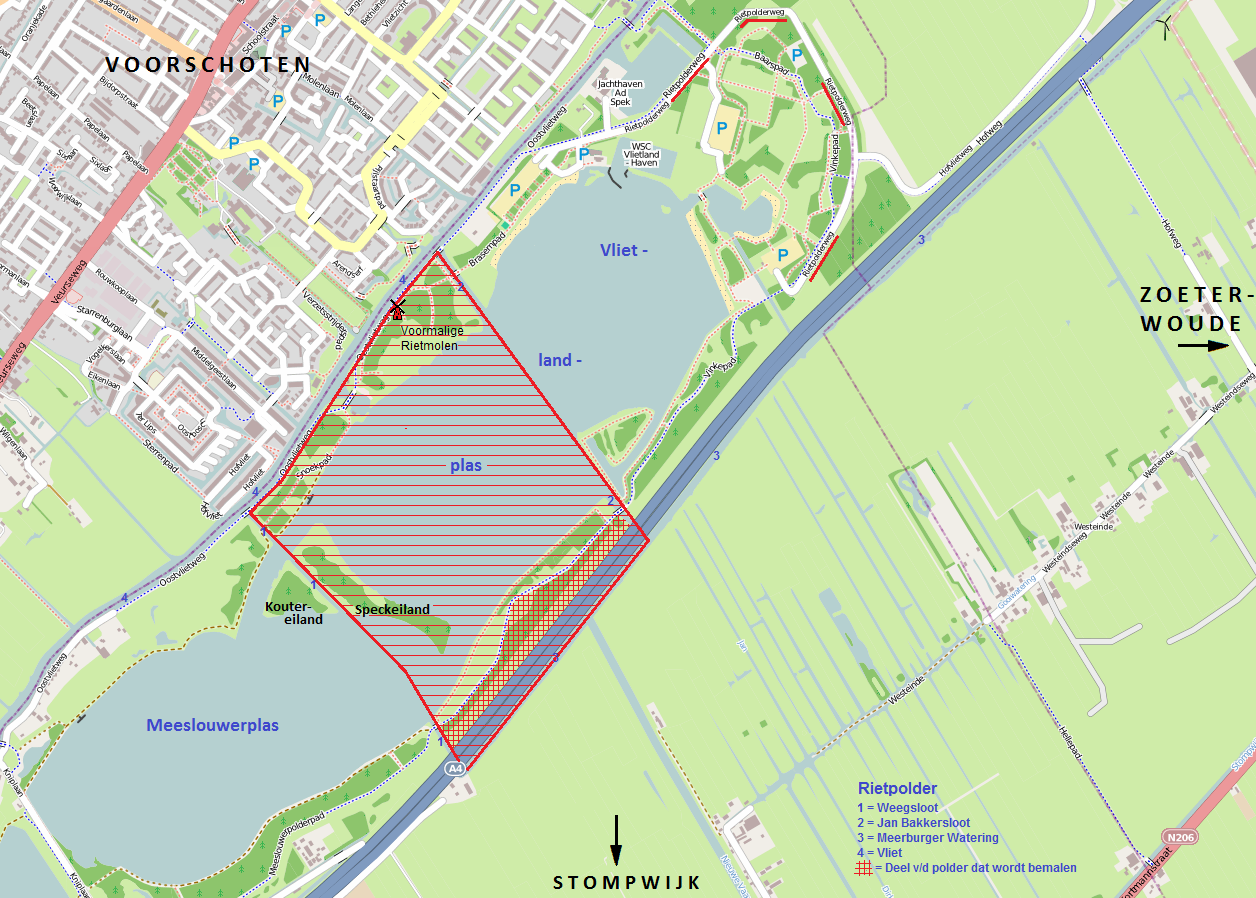
Huidige situatie: de Rietpolder is vrijwel geheel verdwenen. Aangegeven zijn o.m. de locaties van de voormalige molen en de restanten van de sloten die de grens van de polder vormden.

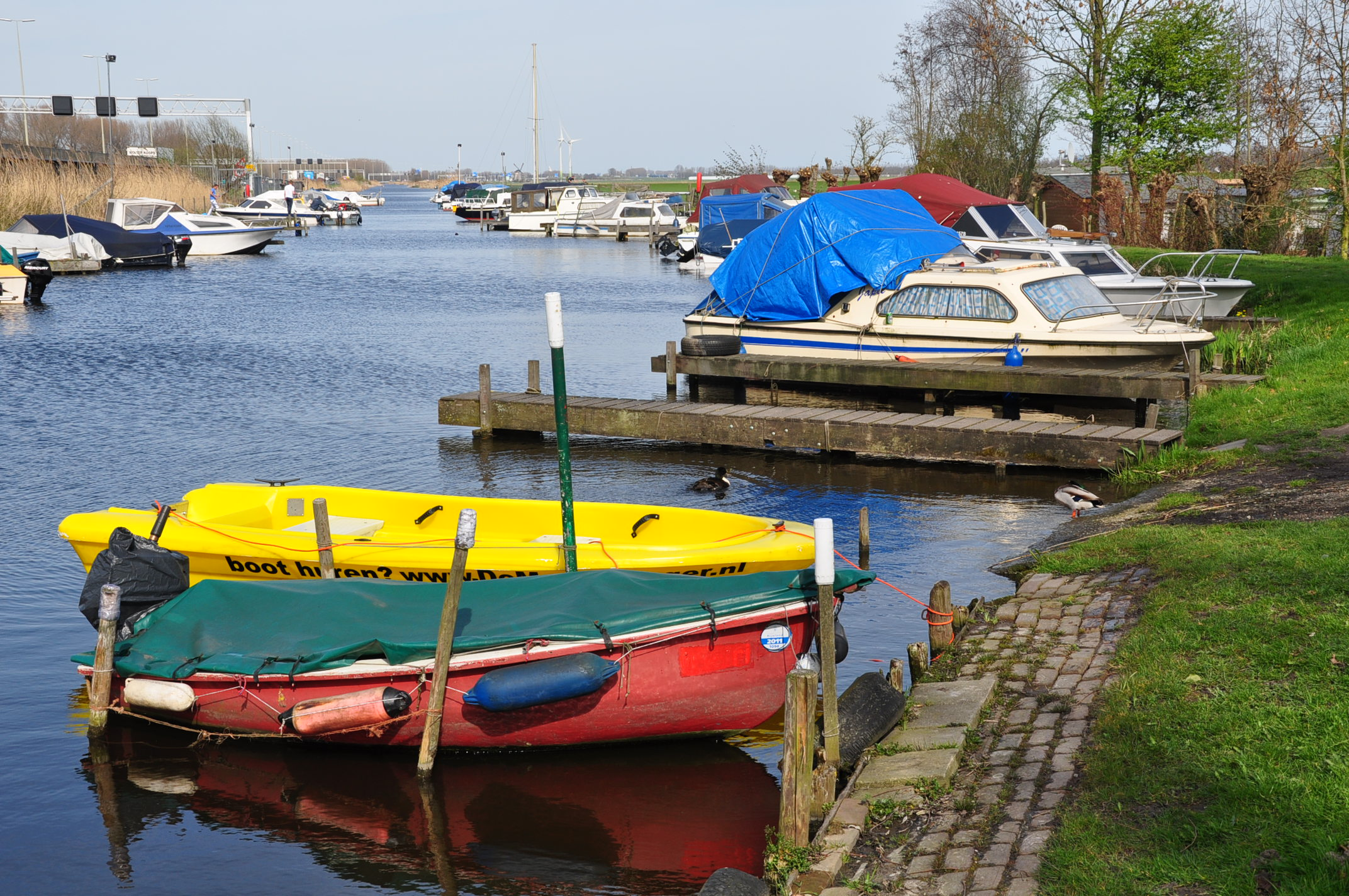
De Meerburger Watering is de zuidoostelijke boezem van de Rietpolder. Links Rijksweg A4.

De Rietpolder was een polder (en een waterschap) in de Nederlandse provincie Zuid-Holland, gelegen in wat nu het noorden is van de gemeente Leidschendam-Voorburg. De polder werd in de jaren 1969-1984 vrijwel geheel afgegraven voor zandwinning; op die plaats ligt nu de zuidelijke helft van de zogenaamde Vlietlandplas in het recreatiegebied Vlietland. Het gebied is eigendom van de provincie Zuid-Holland; het exploitatierecht is in handen van Recreatiecentrum Vlietland BV. Van de polder resteren nog slechts twee smalle stroken -langs de Vliet en Rijksweg A4- en een eiland in de plas.

## Geografie
De Rietpolder was ruitvormig en grensde in het noordwesten aan het Rijn-Schiekanaal (ook Vliet genaamd, tevens de grens met de gemeente Voorschoten); in het noordoosten aan de Jan Bakkersloot (ook wel Bakkersloot; in de 17e eeuw Ary Woutersz. Sloot genoemd), tevens grens met de Spekpolder; in het zuidoosten aan de Meerburger Watering (tevens grens met de Groote Westeindsche Polder) en in het zuidwesten aan de Weegsloot, tevens grens met de Meeslouwerpolder. Ook de genoemde Spekpolder en Meeslouwerpolder vielen (deels) ten prooi aan de zandafgravingen. Van de Jan Bakkersloot resteren nog slechts twee korte stukjes. Het restant van de Weegsloot is groter en vormt in het midden van de plassen een smal kanaal tussen het Speckeiland en het Koutereiland.
De polder had een oppervlakte van 85 bunder (ca. 85 ha) en lag ca. 1,5 m beneden NAP.

## Naam en ontstaan
De Rietpolder werd in 1620 gesticht.
Hoewel de polder vervolgens op kaarten als afzonderlijke rechthoek werd aangegeven (soms incl. de Rietmolen) verschijnt de naam "Rietpolder" pas op kaarten van na ca. 1800, terwijl de naastgelegen Spekpolder en de (voorgangers van de) Meeslouwerpolder wel reeds vanaf de 17e eeuw met naam worden genoemd.

## Molen
De Rietpolder werd vanaf 1647 bemalen door een wipmolen/schepradmolen aan de noordwestelijke zijde. De molen sloeg uit op de Vliet.
Het bovenhuis van de molen werd rond 1905 gesloopt; op de onderbouw werd een Amerikaanse windmotor geplaatst. Deze werd rond 1947 gesloopt

## Recente geschiedenis, afgraving
Langs de zuidelijke zijde werd in de Rietpolder in de jaren 1950 Rijksweg A4 aangelegd, pal langs de Meerburger Watering. Deze weg tastte het agrarische gebruik van de polder nauwelijks aan.
Maar omdat er in de Rietpolder (en in de aangrenzende Spekpolder, Hofpolder en een deel van de Meeslouwerpolder) 10 à 12 meter onder het oppervlak een zandlaag lag, en omdat er eind jaren 60 een grote behoefte aan zand ontstond ten behoeve van wegen- en woningbouw,
werden rond 1968 alle gronden in de vier polders gekocht door een aannemerscombinatie en een aantal particulieren die grote mogelijkheden zagen in zandwinning. De bebouwing verdween, het voormalige grasland werd ingedijkt en geschikt gemaakt voor ontgronding en zandwinning. Toestemming tot ontzanding werd verleend aan het Recreatiecentrum Rijnland BV (RCR). Op 15 dec. 1969 werd de dijk tussen de Vliet en de Riet- en Spekpolder doorgestoken door burgemeester Kolfschoten van Leidschendam; de polders liepen vol en de ontzanding kon beginnen. In feite hielden beide polders op die dag op te bestaan. De 12 m dikke laag bovengrond werd er eerst uitgehaald om daarna langs de randen van de ontstane plassen te worden opgespoten.
Door een stagnerende markt voor zand werd de afgraving midden jaren 70 stilgelegd en kwam RCR in betalingsproblemen. De provincie Zuid-Holland kocht de terreinen in 1977 en het recht op verdere ontzanding en tot ontwikkeling en particuliere exploitatie van gronden werd overgedragen aan Koninklijke Wegenbouw Stevin BV. Stevin nam zich voor er 14 miljoen kubieke meter zand te winnen en er een recreatiegebied aan te leggen. Maar ook Stevin leed onder een stagnerende afzet van zand. Door de vertraging ontwikkelde de braak liggende Meeslouwerpolder zich langzaam tot een waardevol natuurgebied dat bij hervatting van de zandwinning verloren zou gaan, een kwestie waartegen de Vogelwerkgroep 'Vlietland' en de Werkgroep Milieubeheer Leiden in geweer kwamen. De milieubeweging riep om de aanleg van vervangende natuur indien afgraving van de Meeslouwerpolder onontkoombaar zou blijken. Gedeputeerde Staten richtte daarop de Werkgroep Inrichting Vlietland op die moest onderzoeken of het zand niet op andere wijze kon worden gewonnen. Bovendien werden Stevin's plannen voor het recreatiegebied keer op keer door de gemeente Leidschendam afgewezen. Door alle vertragingen werd het recreatiegebied 'Vlietland' pas in 1984 in gebruik genomen, 15 jaar na het begin van de werkzaamheden. Het recht op particuliere exploitatie werd door Stevin in hetzelfde jaar als branche-vreemde activiteit afgestoten en kwam in handen van Recreatiecentrum Vlietland BV, die nog steeds houder van deze rechten is. Naast de Rietpolder en Spekpolder ontkwam uiteindelijk ook de Meeslouwerpolder niet aan gedeeltelijke ontzanding; ter compensatie werd de Vogelplas Starrevaart aangelegd. Op de plaats van de voormalige Rietpolder ligt nu de zuidelijke helft van de 30 m diepe Vlietlandplas.

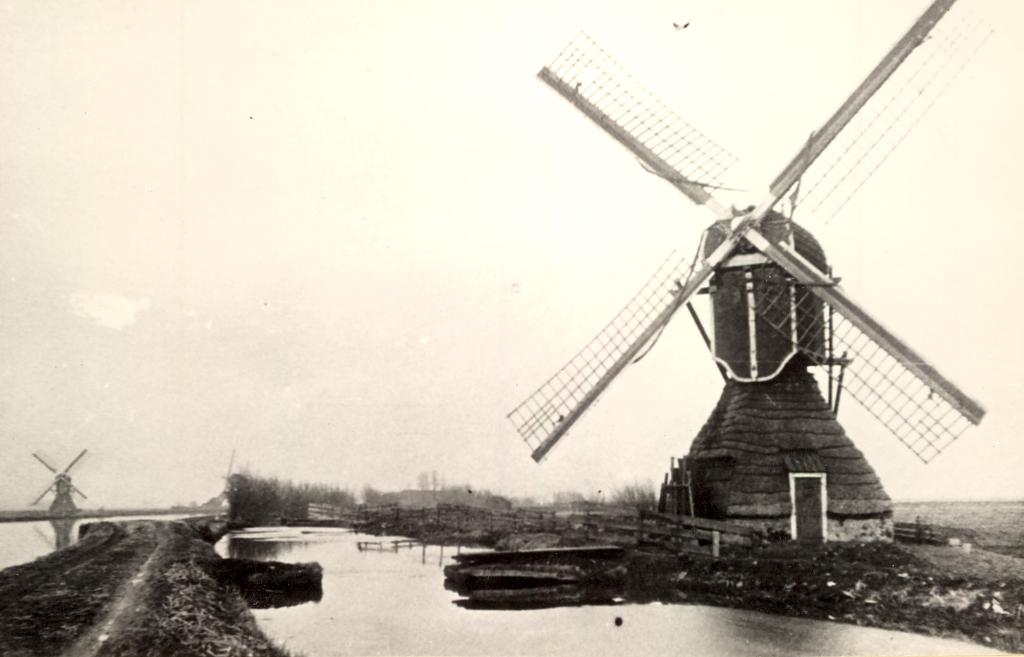
De Rietmolen in 1904, kort voor de sloop. Links de Vliet, rechts de Rietpolder
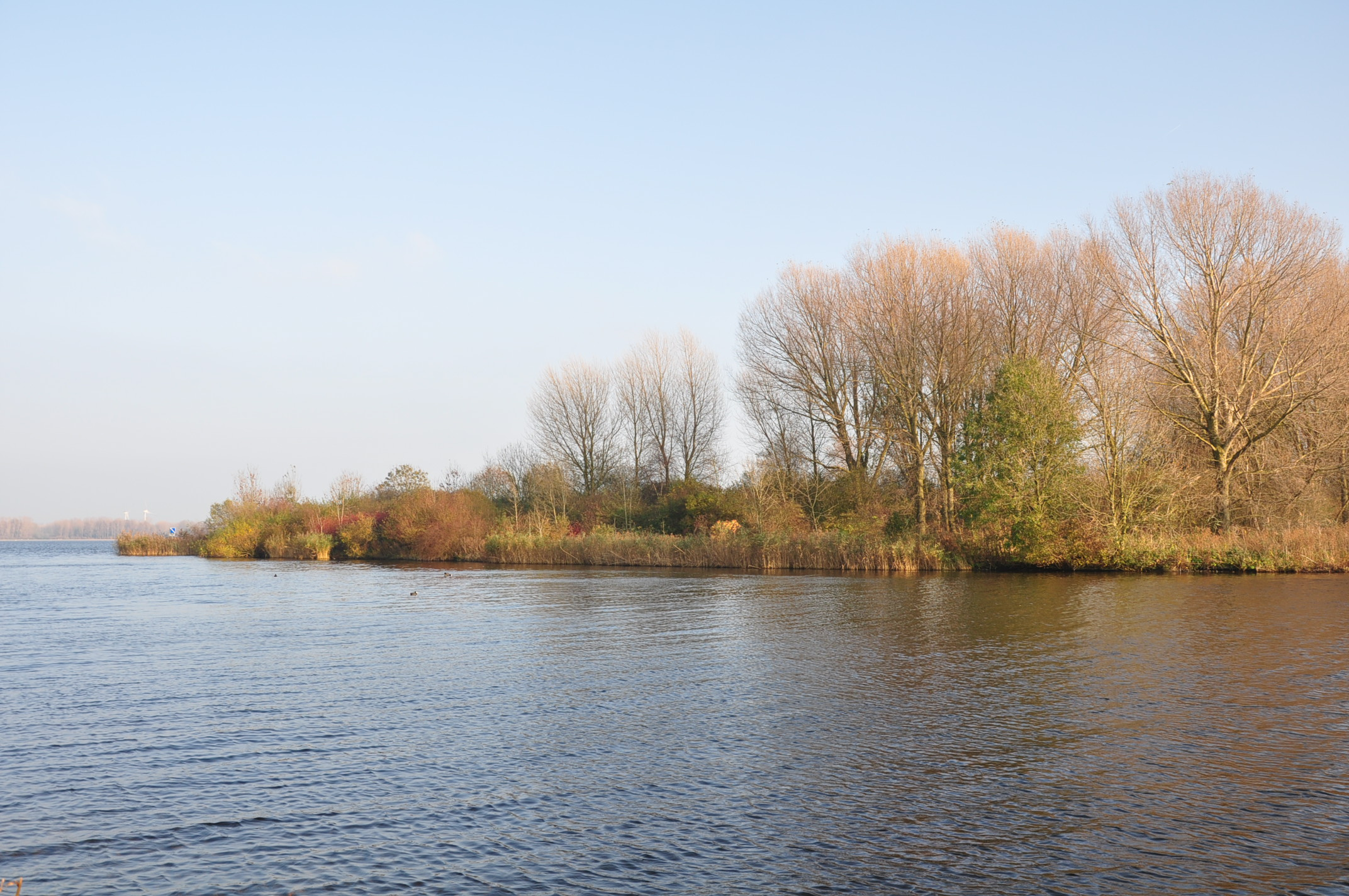
Het Speckeiland is een restant van de Rietpolder
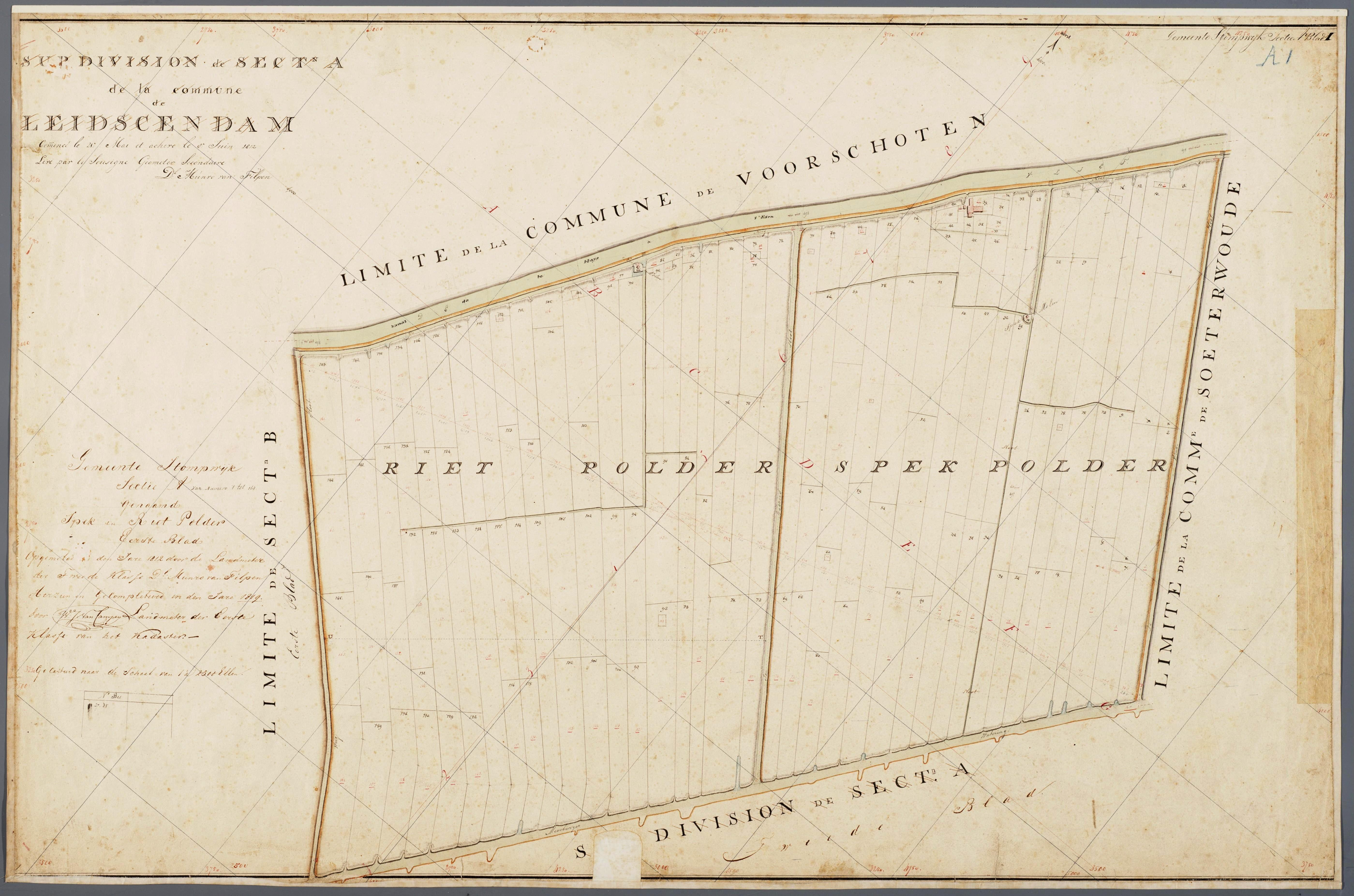
Kadasterkaart van de Rietpolder uit 1812

## Waterstaatkundige indeling en bemaling
De Rietpolder bestond ruim 350 jaar lang als zelfstandig waterschap, tot 31 december 1978. Per 1 januari 1979 ging de Rietpolder (die toen al vrijwel geheel afgegraven was) met 14 andere polders op in het Waterschap De Ommedijck. In 1990 fuseerde De Ommedijck met het Waterschap Noordwoude tot het Waterschap Meer en Woude, dat op zijn beurt in 1999 fuseerde met het Waterschap De Gouwelanden tot het Waterschap Wilck en Wiericke. Op 1 januari 2005 gingen de drie Waterschappen Wilck en Wiericke, Groot-Haarlemmermeer en De Oude Rijnstromen op in het Hoogheemraadschap van Rijnland.
Van de Rietpolder resteren nog drie stukken land: een strook langs de Vliet, het Speckeiland, en een strook langs Rijksweg A4. Die laatste strook - van 11 ha - tussen het Meeslouwerpolderpad in het recreatiegebied Vlietland en de A4 is nog echte polder en wordt bemalen. Deze strook staat door middel van duikers in verbinding met de Meeslouwerpolder en de Gecombineerde Starrevaart en Damhouderpolder en wordt van daar uit bemalen door het gemaal Starrevaart. Het water wordt uitgeslagen op de Vliet. Het waterpeil in dit deel van de polder wordt op 2 m beneden NAP gehouden. De landstrook langs de Vliet en het Speckeiland zijn zogenaamde boezemland; zij worden niet bemalen maar wateren natuurlijk af naar de Vliet en naar de Vlietlandplas, waar een waterpeil (boezempeil) van 0,6 m beneden NAP wordt gehandhaafd.

## Toekomst

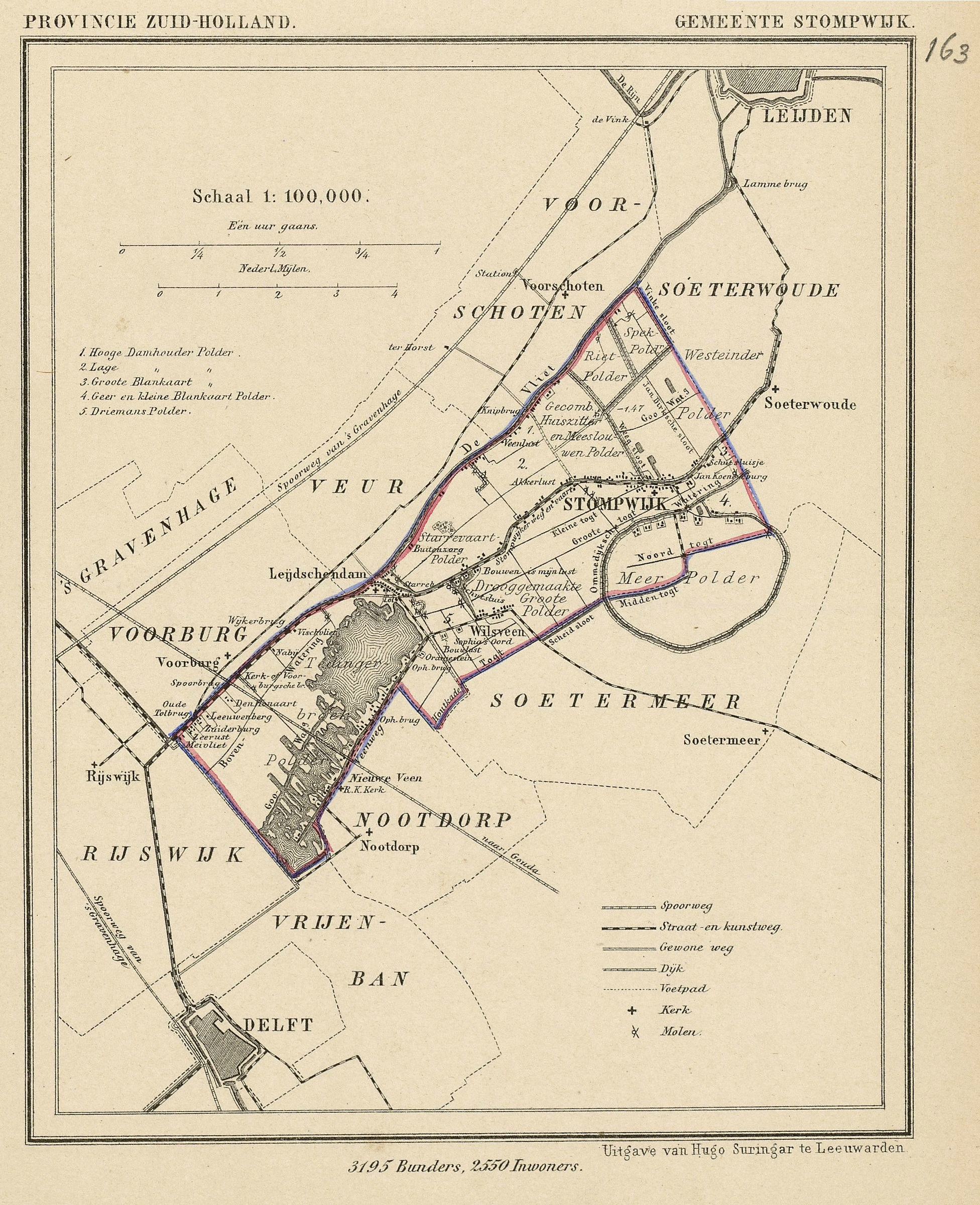
Ligging van de Rietpolder in het noorden van de (voormalige) gemeente Stompwijk. Kaart van ca. 1870.

Het gebruik van de restanten van de Rietpolder (en dus van het corresponderende deel van Recreatiegebied Vlietland) is beschreven in drie bestemmingsplannen: het Bestemmingsplan “Landelijk Gebied Leidschendam” uit 1978/79; het Bestemmingsplan “Landelijk Gebied Leidschendam, gedeeltelijke herziening 1987” en het Bestemmingsplan “Landelijk Gebied 2001”. Een nieuw bestemmingsplan voor het buitengebied van de gemeente Leidschendam-Voorburg is in voorbereiding in het "Ontwerpbestemmingsplan Landelijk Gebied 2011". Daarin krijgen de overgebleven (niet afgegraven) delen van de Rietpolder de bestemming dagrecreatie.

## Namen
Momenteel herinneren er alleen nog wat namen aan de verdwenen polder, zoals de Rietpolderweg in het recreatiegebied Vlietland. Het Bakkerpad en het Weegpad in het recreatiegebied verwijzen naar de Jan Bakkersloot resp. de Weegsloot. Het Speckeiland in het "Rietpolder-deel" van de Vlietlandplas verwijst naar de eveneens afgegraven Spekpolder.